# Torrent de Galatzó
El torrent de Galatzó, també anomenat torrent de Santa Ponça en el seu curs baix, és un curs d'aigua del sector Meridional de la serra de Tramuntana, Mallorca. Amb un recorregut de 17 quilòmetres i una conca hidrogràfica de 10,5 quilòmetres quadrats, és el curs d'aigua més important del terme municipal de Calvià.
El torrent de Galatzó s'origina a la finca pública de Galatzó (Calvià), en la confluència de diversos barrancs que flueixen de la mola de l'Esclop i del puig de Galatzó. Durant el seu recorregut rep les aigües del torrent de l'Esclop, de sa Pedrera, de na Llaneres i des Ratxo (aquest últim provinent del terme de Puigpunyent). Aigües avall des Capdellà i de Calvià, rep les aigües del torrent de Son Boronat, i a partir de l'aiguabarreig és nomenat torrent de Santa Ponça. Finalment desemboca a la platja de Santa Ponça, després de creuar la urbanització homònima. El seus curs baix porta aigua tot l'any, fet que el converteix en un dels pocs cursos d'aigua permanents de l'illa. Algun dels seus trams estan catalogats com a Àrea Natural d'Especial Interès i Paisatgístic (ANEI, ARIP) i hi podem trobar vegetació típica d'ambients de ribera com freixedes, àlberedes, canyissars i jonqueres.